# Mettavolution
 (avril 2019).
 (avril 2019).
Albums de Rodrigo y Gabriela
9 Dead Alive
(2014)
Mettavolution est le cinquième album studio de Rodrigo y Gabriela. 
Sorti 5 ans après le précédent, cet album a nécessité 3 ans de préparation dans leur studio à Ixtapa.

## Description
Ce disque évoque la passion de Rodrigo y Gabriela pour le bouddhisme, l’histoire de l’évolution et de la libération du potentiel de l’espèce humaine, exprimées au moyen de 2 guitares acoustiques. La première moitié de Mettavolution renvoie aux racines thrash metal du duo à Mexico, tandis qu’une relecture sur près de 20 minutes du titre Echoes des Pink Floyd - réinventé pour 2 guitares accoustiques - occupe toute la seconde partie de l’album, enregistrée avec le producteur Dave Savy (Oasis, LCD Soundsystem, A Perfect Circle, Fall Out Boy…).
Mettavolution peut se concevoir comme une renaissance pour Rodrigo y Gabriela.

## Liste des morceaux
Toute la musique est composée par Rodrigo y Gabriela.
| No | Titre         | Durée |
| -- | ------------- | ----- |
| 1. | Mettavolution | 04:04 |
| 2. | Terracentric  | 03:33 |
| 3. | Cumbé         | 03:19 |
| 4. | Electric Soul | 03:58 |
| 5. | Krotona Days  | 04:19 |
| 6. | Witness Tree  | 03:01 |
| 7. | Echoes        | 18:57 |

## Récompenses
- Best Contemporary Instrumental Album (2019) aux Grammy Awards de 2020[réf. nécessaire].